# Sheik Yerbouti
Sheik Yerbouti es un doble LP del músico y compositor estadounidense Frank Zappa que contiene material grabado en 1977 y 1978. El lanzamiento original fue el 3 de marzo de 1979 a través de la discográfica de Zappa, Zappa Records, y reeditado en CD por Rykodisc el 9 de mayo de 1995. 

## Historia
Sheik Yerbouti representó un gran cambio en la carrera de Zappa. Fue su primer álbum lanzado en su propia etiqueta epónima luego de su salida de Warner Bros. Records. Enfatizó el aspecto cómico de sus letras mucho más que antes, comenzando un periodo de mayores ventas y atención del público y la media. Sheik Yerbouti se mantiene como el álbum con mayor ventas en la carrera de Zappa, con 2 millones de unidades vendidas hasta la fecha.
El álbum destaca el humor satírico, y un tanto ofensivo, de Zappa. "Bobby Brown (Goes Down)" es reconocida mundialmente, excepto por los Estados Unidos, donde fue prohibido el ponerla al aire debido a sus letras. "I Have Been in You" es una parodia al éxito de Peter Frampton de 1977 "I'm in You", manteniendo letras con altas referencias sexuales. "Dancin' Fool", nominada al Grammy se convirtió en una popular canción en las discos a pesar de su obvia parodia a este tipo de música. "Jewish Princess", una burla hacia los estereotipos Judíos, atrajo la atención de la Liga Antidifamación, a la cual Zappa negó pedir disculpas, argumentando: "A diferencia del unicornio, dichas criaturas existen y merecen ser 'conmemoradas'".

## Lista de canciones
Todas las canciones compuestas por Frank Zappa excepto "Rubber Shirt" de Bozzio/O'Hearn/Zappa.

### Cara A
1. "I Have Been in You" – 3:33
2. "Flakes" – 6:41
3. "Broken Hearts Are for Assholes" – 3:42
4. "I'm So Cute" – 3:09 (CD de 1995) 4:20 (LP y CD de EMI)

### Cara B
1. "Jones Crusher" – 2:49
2. "What Ever Happened to All the Fun in the World" – 0:33
3. "Rat Tomago" – 5:15
4. "Wait a Minute" – 0:33[1]
5. "Bobby Brown (Goes Down)" – 2:49[2]
6. "Rubber Shirt" – 2:45
7. "The Sheik Yerbouti Tango" – 3:56

### Cara C
1. "Baby Snakes" – 1:50
2. "Tryin' to Grow a Chin" – 3:31
3. "City of Tiny Lites" – 5:32
4. "Dancin' Fool" – 3:43
5. "Jewish Princess" – 3:16

### Cara D
1. "Wild Love" – 4:09
2. "Yo' Mama" – 12:36

## Personal
- Frank Zappa – guitarra, arreglos, composición, voz, producción, remezclas
- Adrian Belew – guitarra rítmica, voz, personificación de Bob Dylan
- Ed Mann – percusión, voz
- Terry Bozzio – batería, voz
- Napoleon Murphy Brock – coros
- Andre Lewis – teclados, coros
- Tommy Mars – teclados, voz
- Davey Moire – voz, ingeniero
- Patrick O'Hearn – bajo, voz
- David Ocker – clarinete
- Randy Thornton – coros
- Peter Wolf – teclados
- Randy Thornton – voz, coros

- Bob Stone – remasterización digital
- Joe Chiccarelli – remezclas, ingeniero de sonido
- Hernán Rojas - segundo ingeniero de sonido
- Lynn Goldsmith – fotografía
- Peter Henderson – ingeniero
- Bob Ludwig – masterización
- Kerry McNabb – ingeniero
- John Williams – dirección artística
- Gail Zappa – fotografía
- Amy Bernstein – diseño artístico
- Barbara Isaak – asistente

## Listas
Álbum - Billboard (Estados Unidos)
| Año  | Lista      | Posición |
| ---- | ---------- | -------- |
| 1979 | Pop Albums | 21       |